# Karolina Beylin

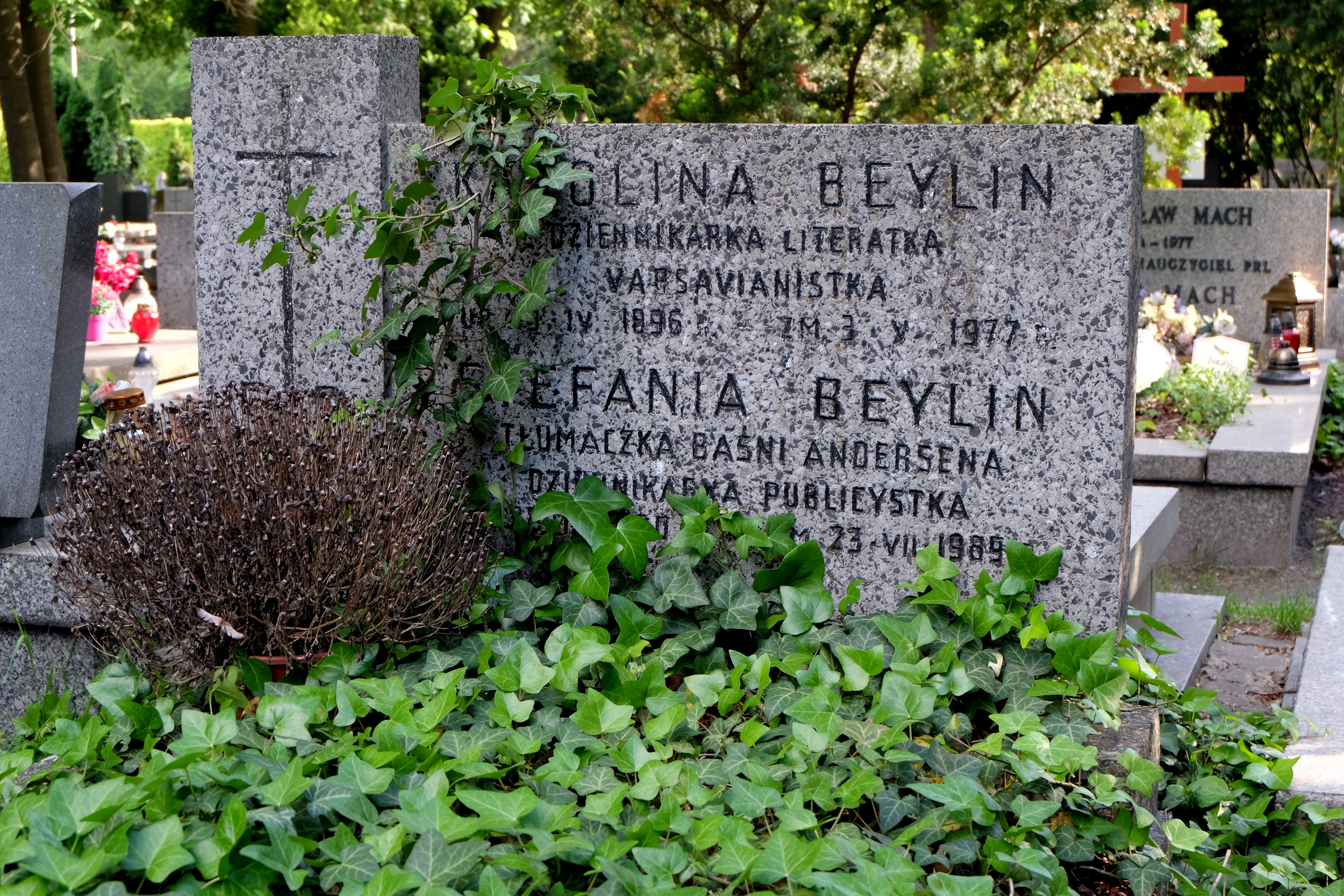
Grób Karoliny Beylin i jej siostry tłumaczki Stefanii na cmentarzu Wojskowym na Powązkach w Warszawie

Karolina Beylin ps. Maria Maliszewska, Karol Witkowicki (ur. 13 kwietnia 1899 w Warszawie, zm. 3 maja 1977 tamże) – polska pisarka, recenzentka teatralna, dziennikarka oraz tłumaczka literatury angielskiej (m.in. Dickensa, Jerome’a).

## Życiorys
Urodziła się w rodzinie Samuela i Flory z domu Horwitz. Siostra Gustawa Beylina. 
Studiowała filologię polską i filologię klasyczną na Uniwersytecie Warszawskim. W 1926 uzyskała stopień doktora za pracę Życie codzienne w twórczości B. Prusa. 
W latach 1926–1930 pracowała jako reporter i redaktor działu kulturalnego w „Kurierze Polskim”, w latach 1930–1939 publikowała recenzje teatralne i reportaże kulturalne w „Kurierze Czerwonym” i „Expresie Porannym”. Razem z siostrą Stefanią Beylin publikowała pod pseudonimem popularne powieści obyczajowe (m.in. Podwójne oblicze (1930), Pacjent dr. Julji (1935), Serca przy biurkach (1935), Fabryka  młodości (1936), Głos wielkiej przygody (1936), Sprawa Joanny Dornowej (1936), Ściśle tajne (1938)), które podpisywała pseudonimem „Karol Witkowicki” i „Charles B. Stephen”. Ponadto wydała powieść dla dzieci W świat (1934) i książkę New York w pięć dni (1936). Przetłumaczyła także powieści Źródło samotności Radclyffe Hall, Dzieje Klima Samgina (1929 i 1930), Dzieło rodziny Artamonow (1934) i Moje uniwersytety (1936) Maksima Gorkiego, David Copperfield Charlesa Dickensa (1927), Adam z księżyca i Bohater Johna B. Priestleya (1935), Tułaczka Johana Bojera (1936), Cicha przystań i Dom Smith'ów Warwicka Deepinga (1938), Zielony ołtarz (1933) i Pan z towarzystwa (1938) Williama Maxwella, Cztery buławy Mariki Stiernstedt (1938), Szczęście Bodkinów P.G. Wodehouse’a (1938) Dzieje choroby Michaiła Zoszczenki (1939)
W czasie II wojny światowej przebywała w Warszawie (do 1942), następnie aresztowana przez Gestapo, uciekła z transportu więziennego. Ukrywała się pod nazwiskiem Maria Maliszewska. Pod koniec sierpnia 1942 skontaktowała się z nią Zofia Irma Wołk i zaproponowała jej pracę nauczycielki w majątku Czartajew. Po przybyciu do Chrołowic okazało się, że rodzina Wołków została wywieziona na roboty do Prus. Karolina Beylin podjęła pracę nauczycielki w majątku Frankopol, u Kamy Moczulskiej. Udało się jej także sprowadzić (pod zmienionym nazwiskiem) siostrę Stefanię Beylin i umieścić ją również w charakterze nauczycielki w majątku Teresy z Głogowskich Mittelsteadowej (majątku Karskie). W roku szkolnym 1943/44 w dworze frankpolskim Kama Moczulska wraz z siostrą Stefanią i szwagrem Romanem Żółkowskim z majątku Grodzisk zorganizowała szkołę, w której uczyła Karolina Beylin. Od września 1944 do czerwca 1945 pracowała jako nauczycielka w Białej Podlaskiej, od czerwca 1945 do maja 1946 – w redakcji „Kuriera Codziennego”. Od maja 1946 od sierpnia 1968 kierowała działem kulturalnym „Expresu Wieczornego”, którego była współzałożycielką. Współpracowała też z „Przekrojem”, w którym publikowała w rubryce Aktualności z myszką. W 1968 przeszła na emeryturę.
Większość powojennej twórczości poświęciła Warszawie w XIX i początkach XX wieku: Opowieści warszawskie (1954), Tajemnice Warszawy z lat 1822–1830 (1956), Jeden rok Warszawy 1875 (1959), Spotkali się w Warszawie. 1831–1860 (1963), Dni powszednie Warszawy w latach 1880–1900 (1967), W Warszawie w latach 1900–1914 (1972), Warszawa znana i nieznana (1973), Piętnaście lat Warszawy (1800–1815) (1976). Pod pseudonimem Maria Maliszewska opublikowała powieści Mieszkamy na Puławskiej: powieść z życia powojennej Warszawy (1948) i Warszawa! Wysiadać! (1949), wydała też książkę dla dzieci My sami (1948 – według J.K. Jerome).  Przetłumaczyła nadto Dzieła wybrane Włodzimierza Korolenki (1952) i Wielkie nadzieje Charlesa Dickensa (1953).
Została pochowana na cmentarzu Wojskowym na Powązkach w Warszawie (kwatera B35-3-4).

## Odznaczenia
Była odznaczona Krzyżem Kawalerskim (1956) i Krzyżem Komandorskim Orderu Odrodzenia Polski, Orderem Sztandaru Pracy II klasy, Odznaką "Zasłużony Działacz Kultury" (1965) oraz Srebrną odznaką honorową "Za Zasługi dla Warszawy" (1960). W 1973 otrzymała nagrodę m. Warszawy za działalność publicystyczną.

## Życie prywatne
Była ciotką Pawła Beylina.